# Regió Sud del Brasil
La Regió Sud (en portuguès Região Sul) és una regió del Brasil formada pels estats de Paraná, Santa Catarina i Rio Grande do Sul. La subdivisió del Brasil en regions no és política o administrativa, sinó que només és feta amb finalitats geogràfiques, econòmiques i estadístiques. Així, quan ens referim a la «Regió Sud» parlem dels estats localitzats a la part sud del país.

## Població

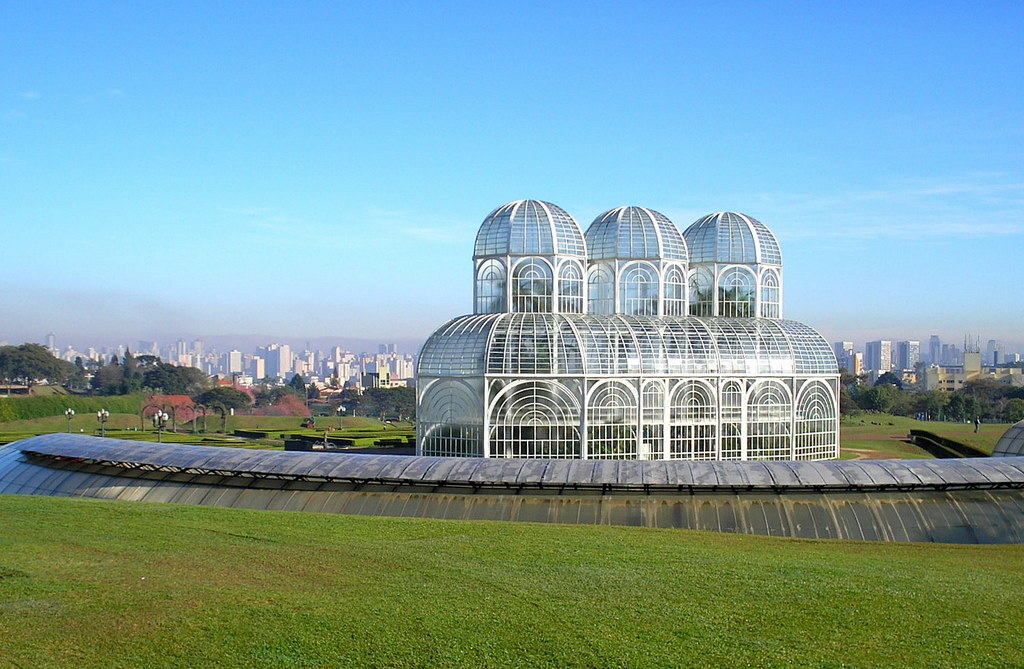
Curitiba és la ciutat més gran del sud del Brasil. El Jardí Botànic de Curitiba és una icona de la regió

La regió Sud és la més petita en superfície territorial del Brasil i la segona més desenvolupada, ocupa prop de 7% del territori brasiler, però d'altra banda, la seva població és dues vegades major que el nombre d'habitants de les regions Nord i Centre-Oest. Els seus 27.384.815 habitants el 2010 representen una densitat demogràfica de 47,59 hab./km², dues vegades més gran que la de Brasil. Amb un desenvolupament relativament igual en els sectors primari, secundari i terciari, aquesta població doncs, presenta els més alts índexs d'alfabetització registrats al Brasil, la qual cosa explica el desenvolupament social i cultural de la regió.

## Clima
A Brasil, país predominantment tropical, solament la Regió Sud és dominada pel clima subtropical, relativament fred entre els mesos de juny i setembre i amb mitjanes anuals que varien entre 12 °C i 20 °C. L'hivern sol tenir gelades, fronts freds freqüents i una mica de neu, en els municipis més elevats.
Les quatre estacions de l'any són bastant diferenciades i l'amplitud tèrmica anual segons les estacions és bastant alta. Les pluges, en gairebé tota la regió, es distribueixen amb relativa regularitat per tot l'any, però en el nord de Paraná es concentren en els mesos d'estiu.
És possible trobar també característiques tropicals a les zones baixes del litoral de Paraná i Santa Catarina, on les mitjanes tèrmiques són superiors a 20 °C i les pluges cauen principalment a l'estiu.

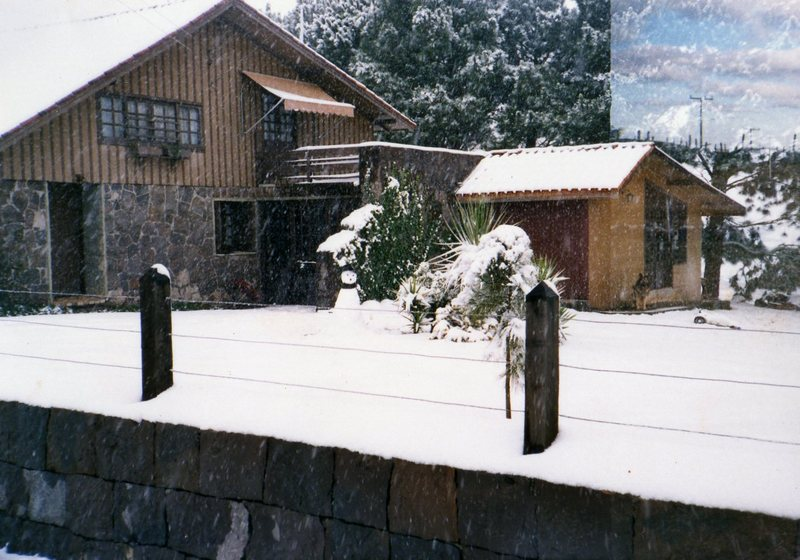
Nevada a São Joaquim, Santa Catarina, l'any 1988

Els vents també afecten les temperatures. A l'estiu, bufen els vents de nord, que per ser calents i humits, provoquen altes temperatures, seguides de fortes pluges. A l'hivern, els fronts freds, amb masses d'aire del pol Sud, són més comuns provocant gelades i fins i tot nevades en diversos punts.

## Vegetació

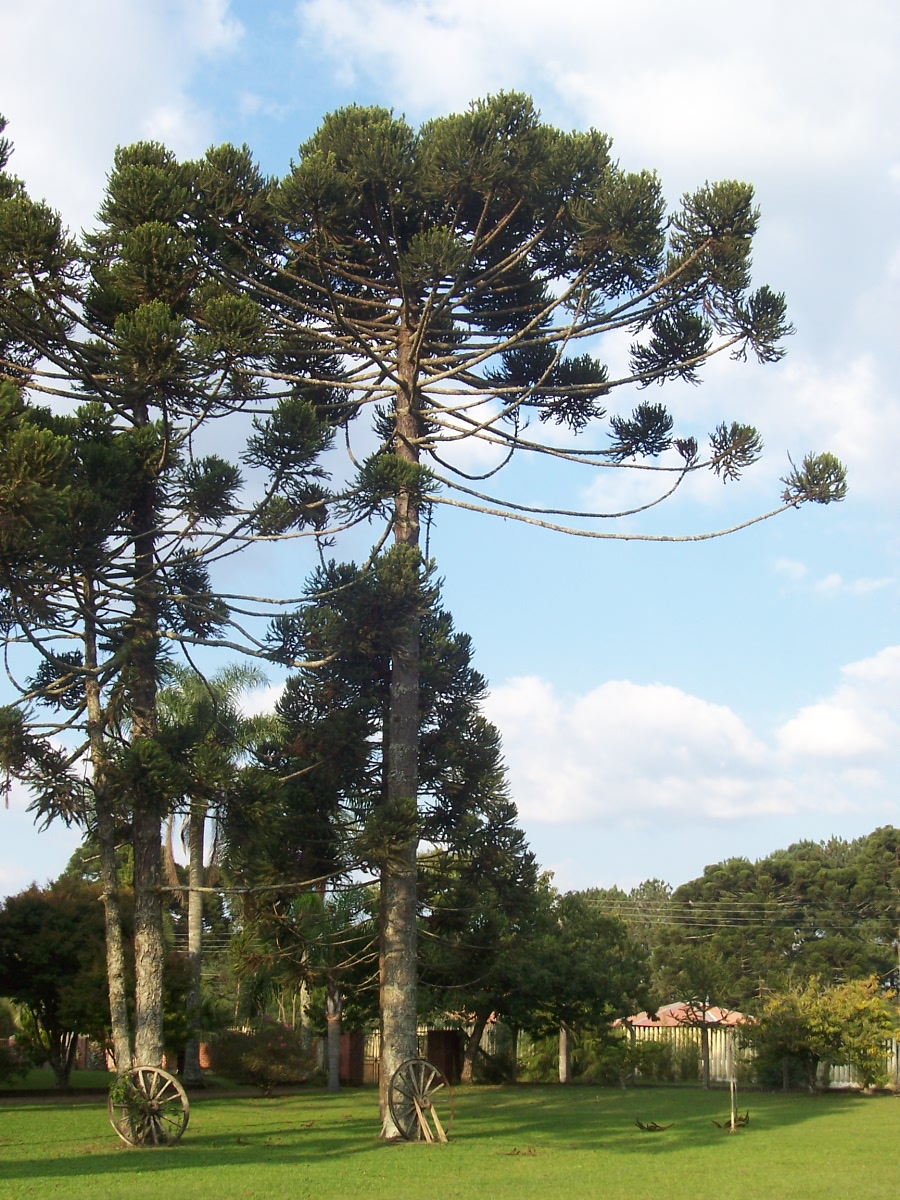
Araucaria angustifolia o pi del Brasil.

Quan molts geògrafs brasilers es refereixen al sud de Brasil, és comú que es refereixin als boscos d'Araucaria angustifolia i a les prades de la gran pampa gaúcha, dues de les principals formacions vegetals típiques de la regió, encara que no siguin les úniques.
Lo bosc d'araucarias actualment està pràcticament destruït, apareix en les parts més elevades de les zones de Paraná i Santa Catarina. Araucaria angustifolia (pi de Paraná) s'adapta més fàcilment a les baixes temperaturas, comunes en les parts més altes del relleu, i al sòl de roques mixtes i granit, que es concentren a l'interior de la regió.
Molt prop del litoral fins a la Serra do Mar encara existeixen boscos de Mata Atlàntica, extens bosc tropical humit que s'estenia des de l'actual Rio Grande do Norte fins a Rio Grande do Sul i per a l'interior fins a l'actual Parc Nacional de l'Iguaçu, a Argentina. Part dels boscos romanents ara està protegida en parcs nacionals, com el Parc Nacional de Superagüi, en el litoral, o el Parc Nacional de l'Iguaçu, confrontant amb l'argentí Parc Nacional d'Iguazú (ambdues seccions constitueixen una sola unitat ecològica).